# East San Gabriel
East San Gabriel est une census-designated place de Californie dans le comté de Los Angeles. En 2000, la population était de 14 512 habitants.

## Démographie
| Groupe            | East San Gabriel | Californie | États-Unis |
| ----------------- | ---------------- | ---------- | ---------- |
| Asiatiques        | 49,9             | 13,1       | 4,8        |
| Blancs            | 33,9             | 57,6       | 72,4       |
| Autres            | 10,8             | 17,4       | 6,         |
| Métis             | 3,4              | 4,9        | 2,9        |
| Afro-Américains   | 1,6              | 6,2        | 12,6       |
| Amérindiens       | 0,4              | 1,0        | 0,9        |
| Total             | 100              | 100        | 100        |
|                   |                  |            |            |
| Latino-Américains | 24,9             | 37,6       | 16,7       |

Selon l'American Community Survey, en 2010, 36,29 % de la population âgée de plus de 5 ans déclare parler une langue chinoise à la maison, 35,21 % déclare parler l'anglais, 17,46 % l'espagnol, 2,39 % le vietnamien, 1,80 % le tagalog, 1,04 % le japonais, 0,95 % l'arabe, 0,57 % l'hindi et 4,28 % une autre langue.